# HC Kriens-Lucerne
Maillots
Actualités
Dernière mise à jour : 28 septembre 2014.

Ancien Logo

Le HC Kriens-Lucerne est un club de handball, situé à Lucerne dans le canton de Lucerne en Suisse, évoluant en SHL.

## Histoire
Le Handball Club Lucern est fondé en 1966.
En 2006, le club réussit à accéder à la Ligue B (division 2) mais n'y reste qu'une saison puisque le club réussit à gravir un échelon supplémentaire la Ligue A.
Les débuts du club parmi l'élite du handball suisse sont difficiles mais peu à peu le HC Kreins monte en puissance, notamment grâce à la fusion en 2009 avec le SG Pilatus-Handball.
Et depuis le club termine en haut du classement et parvient même à se qualifier en Coupe d'Europe puisqu'il participe notamment à la Coupe Challenge (C4) lors de la saison 2011-2012, où il est éliminé par le club grec du AC Diomidis Argous en quart de finale, après avoir réussi à éliminer les portugais du Aguas Santas au troisième tour et les croates du RK Siscia en huitième de finale.

## Effectif Saison 2024/25
| no | Nat. | Joueur              | Naissance | Taille (cm) | Poste          |
| -- | ---- | ------------------- | --------- | ----------- | -------------- |
| 1  |      | Sven Näf            | 2005      | 188         | Gardien de but |
| 16 |      | Kévin Bonnefoi      | 1991      | 190         | Gardien de but |
| 6  |      | Dimitrij Küttel     | 1994      | 192         | Arrière droit  |
| 8  |      | Luca Sigrist        | 2005      | 185         | Demi-centre    |
| 9  |      | Valentin Wolfisberg | 2004      | 180         | Demi-centre    |
| 10 |      | Miloš Orbović       | 1993      | 191         | Arrière droit  |
| 11 |      | Radojica Čepić      | 2002      | 194         | Arrière gauche |
| 13 |      | Finley Röttges      | 2004      | 195         | Pivot          |
| 14 |      | Gino Steenaerts     | 2005      | 183         | Ailier droit   |
| 15 |      | Moritz Oertli       | 2001      | 187         | Demi-centre    |
| 21 |      | Ramon Schlumpf      | 1998      | 186         | Ailier gauche  |
| 22 |      | Marin Šipić         | 1996      | 192         | Pivot          |
| 23 |      | Gino Delchiappo     | 1998      | 195         | Pivot          |
| 25 |      | Jonas Schelker      | 1999      | 184         | Demi-centre    |
| 27 |      | On Langenick        | 2000      | 183         | Ailier gauche  |
| 39 |      | Sandro Obranović    | 1992      | 195         | Demi-centre    |
| 57 |      | Ammar Idrizi        | 2001      | 183         | Ailier droit   |

## Résultats

### Palmarès
- Championnat de Suisse
  - Deuxième en 2023
- Coupe de Suisse
  - Vainqueur en 2023
  - Finaliste en 2021

### Parcours depuis 2010
| Saison    | Division              | Classement | Coupe d'Europe |
| --------- | --------------------- | ---------- | -------------- |
| 2010/2011 | Swiss Handball League | 3          | -              |
| 2011/2012 | Swiss Handball League | 5          | CC:1/4         |
| 2012/2013 | Swiss Handball League | 5          | -              |
| 2013/2014 | Swiss Handball League | PO:1/2     |                |
| 2013/2014 | Swiss Handball League |            |                |

## Parcours européen du club
Le parcours européen du club est
| Saison    | Compétition          | Tour            | Adversaire         | Scores | Scores | Scores | Rapport |
| Saison    | Compétition          | Tour            | Adversaire         | Aller  | Retour | Total  | Rapport |
| --------- | -------------------- | --------------- | ------------------ | ------ | ------ | ------ | ------- |
| 2011-2012 | Coupe Challenge (C4) | Troisième tour  | AA Aguas Santas    | 29-22  | 19-34  | 46-43  |         |
| 2011-2012 | Coupe Challenge (C4) | Troisième tour  | RK Siscia          | 28-30  | 23-20  | 47-64  | Rapport |
| 2011-2012 | Coupe Challenge (C4) | Quart de finale | AC Diomidis Argous | 28-28  | 21-25  | 49-53  | Rapport |
| 2013-2014 | Coupe de l'EHF (C3)  | ?               | ?                  | ?      | ?      | ?      | ?       |
| 2017-2018 | Coupe de l'EHF (C3)  | ?               | ?                  | ?      | ?      | ?      | ?       |
| 2020-2020 | Ligue europénne (C3) | ?               | ?                  | ?      | ?      | ?      | ?       |
| 2021-2022 | Ligue europénne (C3) | ?               | ?                  | ?      | ?      | ?      | ?       |
| 2023-2024 | Ligue europénne (C3) | ?               | ?                  | ?      | ?      | ?      | ?       |
| 2024-2025 | Ligue europénne (C3) | ?               | ?                  | ?      | ?      | ?      | ?       |